# Aire d'attraction de Sens
L'aire d'attraction de Sens est un zonage d'étude défini par l'Insee pour caractériser l’influence de la commune de Sens sur les communes environnantes. Publiée en octobre 2020, elle se substitue à l'aire urbaine de Sens, qui comportait 44 communes dans le zonage de 2010.

### Carte

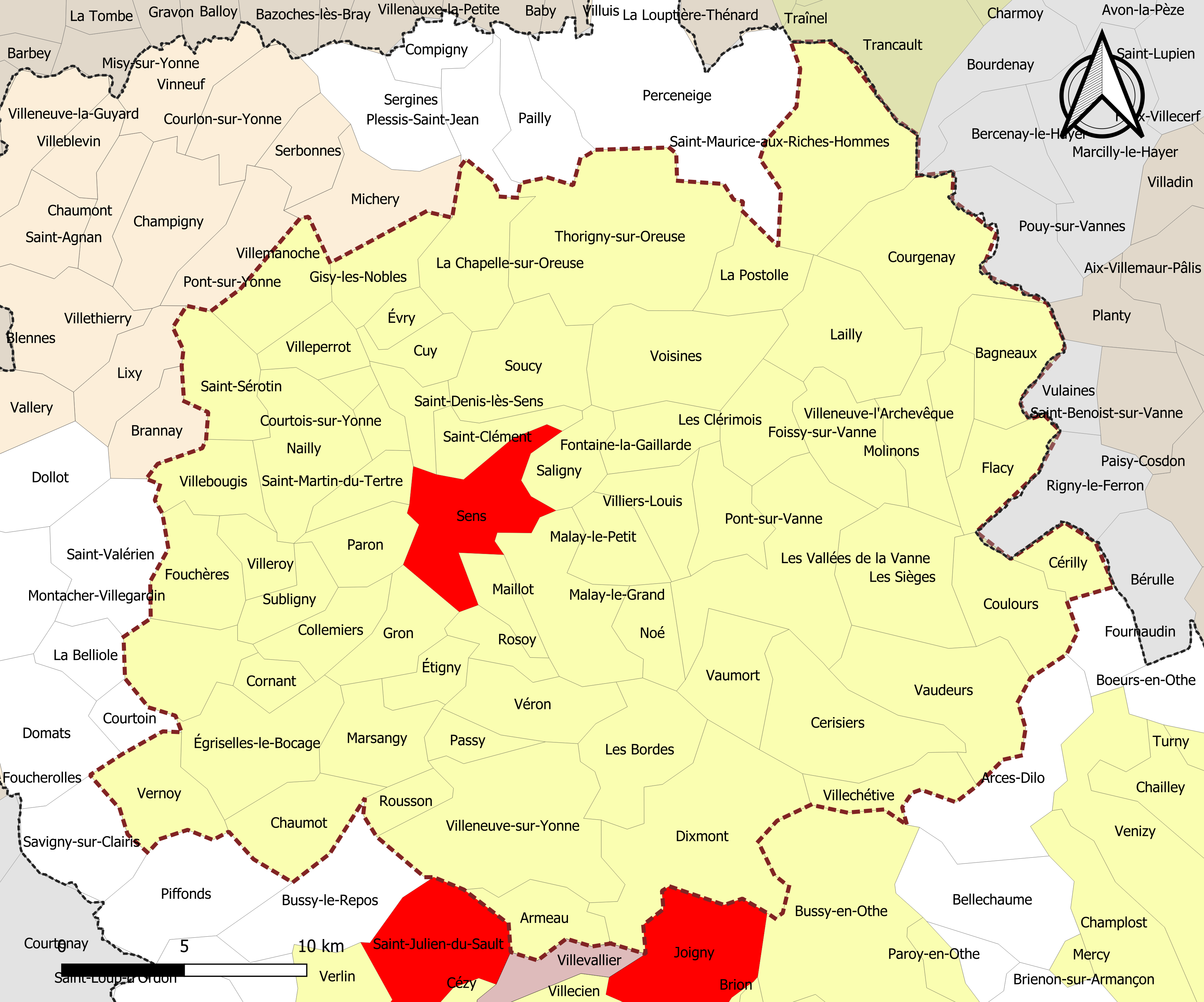
Carte de l'aire d'attraction de Sens.
Commune-centre
Commune de la couronne

## Définition
L'aire d'attraction d'une ville est composée d’un pôle, défini à partir de critères de population et d’emploi ainsi que d’une couronne constituée des communes dont au moins 15 % des actifs travaillent dans le pôle. Le pôle d’attraction constitue ainsi un point de convergence des déplacements domicile-travail,.

## Géographie
L’aire d'attraction de Sens est une aire intra-départementale qui comporte 65 communes dans l'Yonne. 

### Composition communale
| Catégorie               | Département | Communes | Communes |
| Catégorie               | Département | Nombre   | Libellé |
| ----------------------- | ----------- | -------- | --- |
| Commune-centre          | Yonne       | 1        | Sens. |
| Communes de la couronne | Yonne       | 64       | Armeau, Bagneaux, Les Bordes, Cérilly, Cerisiers, La Chapelle-sur-Oreuse, Chaumot, Les Clérimois, Collemiers, Cornant, Coulours, Courgenay, Courtois-sur-Yonne, Cuy, Dixmont, Égriselles-le-Bocage, Étigny, Évry, Flacy, Foissy-sur-Vanne, Fontaine-la-Gaillarde, Fouchères, Gisy-les-Nobles, Gron, Lailly, Maillot, Malay-le-Grand, Malay-le-Petit, Marsangy, Molinons, Nailly, Noé, Paron, Passy, Pont-sur-Vanne, Pont-sur-Yonne, La Postolle, Rosoy, Rousson, Saint-Clément, Saint-Denis-lès-Sens, Saint-Martin-du-Tertre, Saint-Maurice-aux-Riches-Hommes, Saint-Sérotin, Saligny, Les Sièges, Soucy, Subligny, Les Vallées de la Vanne, Thorigny-sur-Oreuse, Vaudeurs, Vaumort, Vernoy, Véron, Villebougis, Villechétive, Villenavotte, Villeneuve-la-Dondagre, Villeneuve-l'Archevêque, Villeneuve-sur-Yonne, Villeperrot, Villeroy, Villiers-Louis, Voisines. |

## Démographie
Cette aire est catégorisée dans les aires de 50 000 à moins de 200 000 habitants, une catégorie qui regroupe 18,4 % de la population au niveau national.